# 邢仁甫
邢仁甫（1910年—1950年），男，汉族。别名罗镇、李少林、关沧州。河北盐山县千童镇东街人。

## 生平
1929年加入中国共产党，1937年7月15日在“华北民众抗日救国会和华北民众抗日救国军成立大会”上被推选为救国会军事委员会委员长。该军1937年12月改称“国民革命军别动总队第三十一游击支队，邢仁甫任司令。1938年7月被任命为“八路军冀鲁边区游击支队”（平津支队）司令。1940年3月，符竹庭率部离开冀鲁边区时，邢仁甫带边区部分人员随军去鲁西,进入山东分局党校学习。1941年2月，任八路军一一五师教导第六旅旅长。1941年3月，任冀鲁边军区司令员。1941年6月，黄骅被委任为任冀鲁边军区副司令员兼一一五师教导六旅副旅长。1942年4月邢仁甫又被派回到冀鲁边区来，任命他为军区司令兼教导六旅旅长。
整风运动开始后，1943年春，上级欲将邢仁甫调往延安党校学习，军区司令员由黄骅代替。遂引起其不满。1943年6月30日，在河北省新海县（今黄骅市）大赵村军区侦察通讯工作会议上，黄骅遇刺身亡。一同遇难的还有军区参谋主任陆成道、军区政治部除奸科长陈云彪、崔光华、一军分区作战参谋董兴根五人和两名警卫员。

1943年7月上旬，邢仁甫把正在清河区垦区休整的冀鲁边军区独立团团长冯鼎平叫到望儿岛，向冯讲了他指使冯冠奎刺杀黄骅的情况，企图通过冯鼎平拉独立团投敌。冯回到独立团，在领导班子帮助下，冯去清河军区报告了邢要拉他投敌情况。清河区党委领导立即电告了山东分局和一一五师师部。一一五师命令清河军区副政委刘其人掌握住冀鲁边区独立团，设法稳住邢仁甫，并让刘其人派人尽快把这一情况转告冀鲁边区党委。7月15日，在清河区养病的冀鲁边区党委组织部干部科长朱凝（王卓如的爱人），带着清河军区副政委刘其人的口信，化装赶到冀鲁边区党委驻地——新海县邢王文村，向区党委书记王卓如、区党委宣传部长李启华、军区政治部主任刘贤权、区党委秘书长张永逊等报告了邢仁甫指使冯冠奎刺杀黄骅等人，企图拉军区独立团投敌等情况。王卓如约邢仁甫7月16日到毕王文村开会。邢仁甫回信同意下岛。区党委决定由刘贤权带两个连提前赶到毕王文村伺机逮捕邢仁甫。在包围毕王文村时，有人提前鸣枪使邢仁甫逃回望子岛后，与一批领导干部后来投靠日军，任1415部队津南六县剿共司令。1948年再投靠中华民国政府，任河北省第三专署保安副司令兼四十一团团长。
1949年1月5日，在天津被捕。1950年9月7日，在河北盐山县被处决。

## 家庭
邢仁甫任军区司令员后，纳部队宣传队女队员宋魁玲做小老婆，让战士和民工在在新海县海边一个圆不到二里的荒岛——望子岛——上修建房屋和工事，为他建造个人安乐窝。